# Conconi-Test
Der Conconi-Test ist eine Methode, um für das Ausdauertraining die individuelle Herzfrequenz und Belastungsintensität im Sinne physikalischer Leistung – gemessen an der Trainingsgeschwindigkeit – an der anaeroben Schwelle festzustellen. Üblich sind Untersuchungen auf dem Laufband, auf dem Fahrrad-Ergometer oder im Feldtest.
Dieser Test stellt eine einfache, aber bedingt taugliche Möglichkeit dar, die anaerobe Schwelle (Abbruch der linearen Beziehung von Leistung und Herzfrequenz) als Indiz für die Ausdauerleistungsfähigkeit zu bestimmen. Die erreichte Bewegungsgeschwindigkeit wird ins Verhältnis zur jeweils gemessenen Herzfrequenz gesetzt.
Der Test wurde von dem italienischen Biochemiker und Amateur-Radrennfahrer Francesco Conconi entwickelt und stellt eine Beziehung zwischen Belastungsintensität und Pulsfrequenz her.

## Durchführung
Grundlegend für die Durchführung ist ein gleichmäßiges, schrittweises Erhöhen der Belastungsstufen. Das Tempo ist zu Beginn langsam und entspannt und wird in jeder Stufe erhöht (z. B. beim Laufen alle 200 Meter um 0,5 km/h oder beim Radfahren alle zwei Minuten um jeweils 1 km/h oder am Ergometer um 10 bis 20 Watt). Es ist vorteilhaft die Stufenlänge so zu wählen, dass die Herzfrequenz genügend Zeit hat sich anzupassen. 1 min sollte dabei ausreichend sein, kürzer kann problematisch werden, da die Herzfrequenz meistens zwischen 15sec und 45sec braucht, um auf eine Leistungsänderung zu reagieren und ihren Endwert zu erreichen.
Eine andere Möglichkeit beim Ergometer-Test ist die Arbeit – das Produkt aus Leistung und Zeit – konstant zu halten. Daraus leitet sich die angegebene Marschtabelle für den Ergometer-Test ab. Die Herzfrequenz wird kontinuierlich gemessen und in jeder Stufe aufgezeichnet. Erst wenn der Proband seine Leistung nicht mehr erhöhen kann, wird der Test abgebrochen. Der Conconi-Test wird überwiegend in Ballspielsportarten verwendet, da er gleichzeitig mit einer ganzen Mannschaft durchgeführt werden kann.
Marschtabelle Ergometer
| Leistung (Watt) | Zeit (Min:Sek) | Arbeit (Ws=J) |
| --------------- | -------------- | ------------- |
| 100             | 2:00           | 12.000        |
| 120             | 1:40           | 12.000        |
| 140             | 1:26           | 12.040        |
| 160             | 1:15           | 12.000        |
| 180             | 1:07           | 12.060        |
| 200             | 1:00           | 12.000        |
| 220             | 0:55           | 12.100        |
| 240             | 0:50           | 12.000        |
| 260             | 0:47           | 12.220        |
| 280             | 0:43           | 12.040        |
| 300             | 0:40           | 12.000        |
| 320             | 0:38           | 12.160        |
| 340             | 0:36           | 12.240        |
| 360             | 0:34           | 12.240        |
| 380             | 0:32           | 12.160        |
| 400             | 0:30           | 12.000        |
| 420             | 0:29           | 12.180        |

Bestimmung der anaeroben Schwelle mittels Conconi-Tests im Laufausdauerbereich (Darstellung der Herzfrequenz in Abhängigkeit von der Laufgeschwindigkeit)

Die gemessenen Wertepaare aus Herzfrequenz und Geschwindigkeit werden in ein Diagramm eingetragen und ausgewertet: Laut Conconi ist die anaerobe Schwelle an dem Punkt erreicht (Deflexionspunkt), an dem die lineare Beziehung zwischen Herzfrequenz und der Geschwindigkeit in eine flachere Kurve übergeht, die Kurve also – bildlich gesprochen – einen Knick nach unten nimmt.
Tabelle für Laufen
| gelaufene Distanz [m] | Tempo [km/h] | Pace [min:s/km] | Tempo [m/s] | Zeit [mm:ss] |
| --------------------- | ------------ | --------------- | ----------- | ------------ |
| 0                     | 8.5          | 7:03            | 2.36        | 0:00         |
| 200                   | 9.0          | 6:40            | 2.50        | 1:24         |
| 400                   | 9.5          | 6:18            | 2.64        | 2:44         |
| 600                   | 10.0         | 6:00            | 2.78        | 4:00         |
| 800                   | 10.5         | 5:42            | 2.92        | 5:12         |
| 1000                  | 11           | 5:27            | 3.06        | 6:21         |
| 1200                  | 11.5         | 5:13            | 3.19        | 7:26         |
| 1400                  | 12.0         | 5:00            | 3.33        | 8:29         |
| 1600                  | 12.5         | 4:48            | 3.47        | 9:29         |
| 1800                  | 13.0         | 4:36            | 3.61        | 10:26        |
| 2000                  | 13.5         | 4:26            | 3.75        | 11:22        |
| 2200                  | 14.0         | 4:17            | 3.89        | 12:15        |
| 2400                  | 14.5         | 4:08            | 4.03        | 13:06        |
| 2600                  | 15.0         | 4:00            | 4.17        | 13:56        |
| 2800                  | 15.5         | 3:52            | 4.31        | 14:44        |
| 3000                  | 16.0         | 3:45            | 4.44        | 15:30        |
| 3200                  | 16.5         | 3:38            | 4.58        | 16:15        |
| 3400                  | 17.0         | 3:31            | 4.72        | 16:59        |
| 3600                  | 17.5         | 3:25            | 4.86        | 17:41        |
| 3800                  | 18.0         | 3:20            | 5.0         | 18:23        |
| 4000                  | 18.5         | 3:14            | 5.14        | 19:03        |

Beim Laufen soll in der Beispieltabelle alle 200 m das Tempo um 0,5 km/h erhöht werden. Bei einer Startgeschwindigkeit von 8,5 km/h ergeben sich die entsprechenden Zeitpunkte, wo die nächste 200-m-Marke erreicht sein muss. Kann der Läufer das Tempo nicht mehr halten und erreicht die 200-m-Marken nicht mehr, ist der Läufer "ausgeschieden".

## Weitere Kennzahlen der Leistungsdiagnostik
Die aerobe Schwelle wird im Allgemeinen auf 20 Pulsschläge unterhalb der anaeroben Schwelle geschätzt. Aus Gründen der Vereinfachung legt man die aerobe Schwelle meist auf den Laktatwert von 2 mmol/l fest. Als Kritik muss man anmerken, dass die Prozesse der Energiebereitstellung fließend ineinander übergehen und die Vorstellung von festen Schwellen bei bestimmten Laktatwerten nicht mehr aktueller Stand der Forschung ist.
Die Leistung, die bei linearer Extrapolation mehrerer im submaximalen Intensitätsbereich gemessener Wertpaare für eine Herzfrequenz von 170/min errechnet wird, wird als PWC170 bezeichnet. Die PWC170 wird heute als nicht mehr besonders aussagekräftig angesehen, ebenso die aerobe Schwelle.